# Gran Premio motociclistico d'Austria 1976
Il Gran Premio motociclistico d'Austria fu il secondo appuntamento del motomondiale 1976.
Si svolse il 2 maggio 1976 sul Salzburgring, e corsero le classi 125, 350, 500 e sidecar.
In 500 andò inizialmente in testa Phil Read, superato al nono giro da Barry Sheene. Marco Lucchinelli confermò la buona prestazione di Le Mans arrivando secondo. Squalificato Teuvo Länsivuori per non aver spento il motore mentre si riforniva di carburante, mentre Takazumi Katayama fu tolto dalla classifica per aver usato una Yamaha 350 cm³ anziché quella di 370 cm³ da lui impiegata nelle qualifiche.
Johnny Cecotto fu in testa dall'inizio alla fine nella gara della 350.
Podio tutto italiano in 125: ai primi due posti le Morbidelli di Pier Paolo Bianchi e Paolo Pileri, e dietro di loro la Malanca di Otello Buscherini.
Nei sidecar Rolf Biland partì male per poi ritirarsi, mentre Rolf Steinhausen e Werner Schwärzel battagliavano per la vittoria.

## Classe 500
36 piloti alla partenza, 24 al traguardo.

### Arrivati al traguardo
| Pos. | Pilota             | Moto      | Tempo         | Punti |
| ---- | ------------------ | --------- | ------------- | ----- |
| 1    | Barry Sheene       | Suzuki    | 1h 01' 21" 76 | 15    |
| 2    | Marco Lucchinelli  | Suzuki    | +13" 40       | 12    |
| 3    | Phil Read          | Suzuki    | +19" 31       | 10    |
| 4    | Michel Rougerie    | Suzuki    | +1' 05" 06    | 8     |
| 5    | Stu Avant          | Suzuki    | +1' 13" 88    | 6     |
| 6    | Giacomo Agostini   | MV Agusta | +1' 15" 19    | 5     |
| 7    | Víctor Palomo      | Yamaha    | +1 giro       | 4     |
| 8    | Jack Findlay       | Suzuki    | +1 giro       | 3     |
| 9    | Karl Auer          | Yamaha    | +1 giro       | 2     |
| 10   | Alex George        | Yamaha    | +2 giri       | 1     |
| 11   | Helmut Kassner     | Suzuki    | +2 giri       |       |
| 12   | Tom Herron         | Yamaha    | +2 giri       |       |
| 13   | Boet van Dulmen    | Yamaha    | +2 giri       |       |
| 14   | Hans Stadelmann    | Yamaha    | +2 giri       |       |
| 15   | Dieter Braun       | Suzuki    | +2 giri       |       |
| 16   | Max Wiener         | Yamaha    | +2 giri       |       |
| 17   | Børge Nielsen      | Yamaha    | +3 giri       |       |
| 18   | Olivier Chevallier | Yamaha    | +3 giri       |       |
| 19   | Michael Schmid     | Yamaha    | +3 giri       |       |
| 20   | Peter Baláž        | Yamaha    | +4 giri       |       |
| 21   | Siegfried Mayr     | Yamaha    | +4 giri       |       |
| 22   | Philippe Chaltin   | Yamaha    | +7 giri       |       |

## Classe 350
36 piloti alla partenza, 22 al traguardo.

### Arrivati al traguardo
| Pos. | Pilota              | Moto             | Tempo      | Punti |  |
| ---- | ------------------- | ---------------- | ---------- | ----- |  |
| 1    | Johnny Cecotto      | Yamaha           | 51' 18" 83 | 15    |  |
| 2    | Walter Villa        | Harley-Davidson  | +8" 15     | 12    |  |
| 3    | John Dodds          | Yamaha           | +37" 31    | 10    |  |
| 4    | Leif Gustafsson     | Yamaha           | +46" 61    | 8     |  |
| 5    | Dieter Braun        | Morbidelli       | +51" 97    | 6     |  |
| 6    | Tom Herron          | Yamaha           | +56" 56    | 5     |  |
| 7    | Olivier Chevallier  | Yamaha           | +56" 80    | 4     |  |
| 8    | Chas Mortimer       | Maxton-Yamaha    | +1' 06" 67 | 3     |  |
| 9    | Patrick Pons        | Yamaha           | +1' 06" 98 | 2     |  |
| 10   | Gianfranco Bonera   | Harley-Davidson  | +1' 13" 80 | 1     |  |
| 11   | Bruno Kneubühler    | Yamaha           | +1' 16" 91 |       |  |
| 12   | Paolo Tordi         | Yamaha           | +1' 21" 87 |       |  |
| 13   | Víctor Palomo       | Yamaha           | +1' 27" 32 |       |  |
| 14   | Franco Uncini       | Yamaha           | +1' 28" 65 |       |  |
| 15   | Jean-François Baldé | Yamaha           | +1 giro    |       |  |
| 16   | Philippe Coulon     | Yamaha           | +1 giro    |       |  |
| 17   | Jack Findlay        | Yamaha           | +1 giro    |       |  |
| 18   | Hans Müller         | Tschannen Yamaha | +1 giro    |       |  |
| 19   | Børge Nielsen       | Yamaha           | +1 giro    |       |  |
| 20   | Hans Stadelmann     | Yamaha           | +1 giro    |       |  |
| 21   | Philippe Chaltin    | Yamaha           | +1 giro    |       |  |
| 22   | Max Wiener          | Yamaha           | +2 giri    |       |  |

## Classe 125
25 piloti alla partenza, 14 al traguardo.

### Arrivati al traguardo
| Pos. | Pilota             | Moto       | Tempo      | Punti |
| ---- | ------------------ | ---------- | ---------- | ----- |
| 1    | Pier Paolo Bianchi | Morbidelli | 48' 11" 98 | 15    |
| 2    | Paolo Pileri       | Morbidelli | +36" 69    | 12    |
| 3    | Otello Buscherini  | Malanca    | +1' 08" 04 | 10    |
| 4    | Ángel Nieto        | Bultaco    | +1 giro    | 8     |
| 5    | Xaver Tschannen    | Maico      | +2 giri    | 6     |
| 6    | Johann Zemsauer    | Rotax      | +2 giri    | 5     |
| 7    | Hans-Jürgen Hummel | Yamaha     | +3 giri    | 4     |
| 8    | Hans Müller        | Yamaha     | +3 giri    | 3     |
| 9    | Peter Frohnmeyer   | Nava-DRS   | +3 giri    | 2     |
| 10   | Werner Schmied     | Rotax      | +3 giri    | 1     |
| 11   | Ulrich Graf        | Yamaha     | +3 giri    |       |
| 12   | Hans Prähauser     | Yamaha     | +4 giri    |       |
| 13   | Peter Szabó        | MZ         | +4 giri    |       |
| 14   | János Reisz        | Yamaha     | +5 giri    |       |

## Classe sidecar
20 equipaggi alla partenza, 10 al traguardo.

### Arrivati al traguardo
| Pos | Pilota             | Passeggero                | Moto             | Tempo      | Punti |
| --- | ------------------ | ------------------------- | ---------------- | ---------- | ----- |
| 1   | Rolf Steinhausen   | Josef Huber               | Busch-König      | 48' 26" 29 | 15    |
| 2   | Werner Schwärzel   | Andreas Huber             | König            | +9" 45     | 12    |
| 3   | Siegfried Schauzu  | Clifton Lorentz           | Schmid-Fath      | +1' 21" 76 | 10    |
| 4   | Hermann Schmid     | Martial Jean-Petit-Matile | Schmid-Yamaha    | +1 giro    | 8     |
| 5   | Gerry Boret        | Nick Boret                | BSR-Yamaha       | +1 giro    | 6     |
| 6   | Alain Michel       | Bernard Garcia            | GEP-Yamaha       | +1 giro    | 5     |
| 7   | Ted Janssen        | Erich Schmitz             | Heukerott-Yamaha | +1 giro    | 4     |
| 8   | Hanspeter Hubacher | Kurt Huber                | Yamaha           | +1 giro    | 3     |
| 9   | Dick Greasley      | Cliff Holland             | Windle-Yamaha    | +1 giro    | 2     |
| 10  | Amedeo Zini        | Andrea Fornaro            | König            | +2 giri    | 1     |

## Fonti e bibliografia
- (EN) Chris Carter (a cura di), Motocourse 1976-77, Richmond, Surrey, Hazleton Securities Ltd, 1976,  pp. 54-61, ISBN 0-905138-02-3.